# Tercera Federación - Grupo X 2024-25
La temporada 2024-25 del Grupo X de la Tercera Federación de fútbol comenzó el 8 de septiembre de 2024 y finalizó el 11 de mayo de 2025. Posteriormente se disputó la promoción de ascenso entre el 18 de mayo y el 8 de junio en su fase territorial, y para finalizar en su fase nacional entre el 15 y 22 de junio. Se trata de la cuarta edición tras la restructuración de las categorías no profesionales por parte de la RFEF a causa de la pandemia global causada por el Coronavirus; y es la quinta categoría a nivel nacional.

## Sistema de competición
Participan dieciocho clubes encuadrados en un único grupo. Se enfrentan todos contra todos en dos ocasiones -una en campo propio y otra en campo contrario- durante un total de 34 jornadas. El orden de los encuentros se decide por sorteo antes de empezar la competición. La Federación de Fútbol de Andalucía es la responsable de designar las fechas de los partidos y los árbitros de cada encuentro, reservando al equipo local la potestad de fijar el horario exacto de cada encuentro.
Una vez finalizada la competición, el primer clasificado asciende directamente a Segunda Federación y se proclama campeón de Tercera Federación.
Los clasificados entre el segundo y el quinto lugar disputan un Play Off territorial en formato de eliminatorias a doble partido ida y vuelta. En caso de empate el vencedor de la eliminatoria es el equipo mejor clasificado. El equipo vencedor de este Play Off se clasifica a la Promoción de ascenso a Segunda Federación que tiene carácter de final interterritorial.
Los tres últimos clasificados descienden directamente a División de Honor Andaluza. Puede haber más descensos por arrastre provocados por descensos de superior categoría.

## Ascensos y descensos
| Pos. | Ascendidos a 2.ª Federación |
| ---- | --------------------------- |
| 1º   | Xerez C. D.                 |
| 3º   | Xerez Deportivo F. C.       |

| Pos. | Descendidos de 2.ª Federación |
| ---- | ----------------------------- |
| 16.º | C. D. San Roque de Lepe       |

| Pos. | Ascendidos de División de Honor |
| ---- | ------------------------------- |
| 1º   | Atlético Onubense               |
| 2º   | U. D. Tomares                   |
| 3º   | Atlético Central                |

| Pos. | Descendidos a División de Honor |
| ---- | ------------------------------- |
| 17.º | Ayamonte C. F.                  |
| 18.º | C. D. Cabecense                 |

## Equipos

### Listado de equipos
| Equipo                        | Localidad                 | Estadio                                    | Fundación | Provincia | Comunidad / Ciudad Autónoma |
| ----------------------------- | ------------------------- | ------------------------------------------ | --------- | --------- | --------------------------- |
| Conil C. F.                   | Conil de la Frontera      | José Antonio Pérez Ureba                   | 1931      | Cádiz     | Andalucía (zona occidental) |
| Atlético Espeleño             | Espiel                    | Campo municipal de Espiel                  | 1983      | Córdoba   | Andalucía (zona occidental) |
| C. D. Ciudad de Lucena        | Lucena                    | Ciudad de Lucena                           | 2008      | Córdoba   | Andalucía (zona occidental) |
| Córdoba C. F. "B"             | Córdoba                   | Nuevo Árcangel                             | 1997      | Córdoba   | Andalucía (zona occidental) |
| C.D. Pozoblanco               | Pozoblanco                | Municipal Pozoblanco                       | 1926      | Córdoba   | Andalucía (zona occidental) |
| Salerm Cosmetics Puente Genil | Puente Genil              | Manuel Polinario                           | 1939      | Córdoba   | Andalucía (zona occidental) |
| Atlético Onubense             | Huelva                    | Ciudad deportiva Decano del Fútbol Español | 1960      | Huelva    | Andalucía (zona occidental) |
| Bollullos C. F.               | Bollullos Par del Condado | Eloy Ávila Cano                            | 1932      | Huelva    | Andalucía (zona occidental) |
| A.D. Cartaya                  | Cartaya                   | Luis Rodríguez Salvador                    | 1957      | Huelva    | Andalucía (zona occidental) |
| La Palma C. F.                | La Palma del Condado      | Polideportivo municipal                    | 1915      | Huelva    | Andalucía (zona occidental) |
| C. D. San Roque de Lepe       | Lepe                      | Estadio Ciudad de Lepe                     | 1956      | Huelva    | Andalucía (zona occidental) |
| Atlético Central              | Sevilla                   | Vega de Triana                             | 2018      | Sevilla   | Andalucía (zona occidental) |
| Coria C. F.                   | Coria del Río             | Estadio Guadalquivir                       | 1923      | Sevilla   | Andalucía (zona occidental) |
| C. D. Inter Sevilla           | Gines                     | Nuevo San José                             | 2024      | Sevilla   | Andalucía (zona occidental) |
| Sevilla F. C. "C"             | Sevilla                   | Ciudad deportiva José Ramón Cisneros       | 2003      | Sevilla   | Andalucía (zona occidental) |
| U. D. Tomares                 | Tomares                   | San Sebastián                              | 1976      | Sevilla   | Andalucía (zona occidental) |
| C. D. Utrera                  | Utrera                    | San Juan Bosco                             | 1946      | Sevilla   | Andalucía (zona occidental) |
| A. D. Ceuta F. C. "B"         | Ceuta                     | José Martínez Pirri                        | 2013      | -         | Ceuta                       |

| Espeleño Bollullos Cartaya At. Central Ceuta "B" Coria C. Lucena Conil Córdoba "B" Inter Sevilla La Palma Onubense Pozoblanco Salerm Puente Genil San Roque Sevilla "C" Tomares Utrera |

### Equipos por provincia
| N.º | Provincia | Equipos                                                                                              |
| --- | --------- | --- |
| 1   | Cádiz     | Conil C. F.                                                                                          |
| 1   | Ceuta     | A. D. Ceuta F. C. "B"                                                                                |
| 5   | Córdoba   | Atlético Espeleño, C. D. Ciudad de Lucena, Córdoba C. F. "B", C. D. Pozoblanco y Salerm Puente Genil |
| 5   | Huelva    | Atlético Onubense, Bollullos C. F., A.D. Cartaya, La Palma C. F. y C. D. San Roque de Lepe           |
| 6   | Sevilla   | Atlético Central, Coria C. F., C. D. Inter Sevilla, Sevilla "C", U. D. Tomares y C. D. Utrera        |

## Clasificación
| Pos. | Equipo                                     | Pts. | PJ | G  | E  | P  | GF | GC | Dif. |                                                                   |
| ---- | ------------------------------------------ | ---- | -- | -- | -- | -- | -- | -- | ---- | ----------------------------------------------------------------- |
| 1    | Salerm Cosmetics Puente Genil F. C. (A, C) | 71   | 34 | 20 | 11 | 3  | 63 | 24 | +39  | Ascenso a Segunda Federación y Copa del Rey                       |
| 2    | C. D. Ciudad de Lucena                     | 68   | 34 | 21 | 5  | 8  | 49 | 20 | +29  | Acceso a Promoción de Ascenso a Segunda Federación y Copa del Rey |
| 3    | C. D. Utrera                               | 60   | 34 | 17 | 9  | 8  | 48 | 26 | +22  | Acceso a Promoción de Ascenso a Segunda Federación                |
| 4    | Atlético Central                           | 59   | 34 | 17 | 8  | 9  | 46 | 27 | +19  | Acceso a Promoción de Ascenso a Segunda Federación                |
| 5    | U. D. Tomares                              | 55   | 34 | 15 | 10 | 9  | 45 | 32 | +13  | Acceso a Promoción de Ascenso a Segunda Federación                |
| 6    | Bollullos C. F.                            | 54   | 34 | 16 | 6  | 12 | 41 | 34 | +7   |                                                                   |
| 7    | C. D. Pozoblanco                           | 52   | 34 | 14 | 10 | 10 | 41 | 36 | +5   |                                                                   |
| 8    | Atlético Onubense                          | 50   | 34 | 14 | 8  | 12 | 41 | 35 | +6   |                                                                   |
| 9    | C. D. San Roque de Lepe                    | 46   | 34 | 12 | 10 | 12 | 29 | 31 | −2   |                                                                   |
| 10   | A. D. Ceuta F. C. "B"                      | 46   | 34 | 11 | 13 | 10 | 41 | 38 | +3   |                                                                   |
| 11   | Córdoba C. F. "B"                          | 45   | 34 | 10 | 15 | 9  | 34 | 36 | −2   |                                                                   |
| 12   | Conil C. F.                                | 44   | 34 | 12 | 8  | 14 | 41 | 40 | +1   |                                                                   |
| 13   | Sevilla F. C. "C"                          | 41   | 34 | 10 | 11 | 13 | 32 | 40 | −8   |                                                                   |
| 14   | Coria C. F.                                | 36   | 34 | 9  | 9  | 16 | 34 | 48 | −14  |                                                                   |
| 15   | A. D. Cartaya (D)                          | 35   | 34 | 8  | 11 | 15 | 31 | 53 | −22  | Descenso por arrastre a División de Honor                         |
| 16   | La Palma C. F. (D)                         | 29   | 34 | 6  | 11 | 17 | 33 | 57 | −24  | Descenso a División de Honor                                      |
| 17   | Atlético Espeleño (D)                      | 25   | 34 | 5  | 10 | 19 | 30 | 57 | −27  | Descenso a División de Honor                                      |
| 18   | C. D. Inter Sevilla (D)                    | 16   | 34 | 3  | 7  | 24 | 25 | 70 | −45  | Descenso a División de Honor                                      |

Actualizado a los partidos jugados el 11 de mayo de 2025.
 Fuente: BeSoccer

## Resultados
| Local \ Visitante                   | ATC | ATE | ATO | BOL | CAR | CEU | CLU | CON | CRD | COR | INT | LAP | POZ | SPG | SRL | SEV | TOM | UTR |
| ----------------------------------- | --- | --- | --- | --- | --- | --- | --- | --- | --- | --- | --- | --- | --- | --- | --- | --- | --- | --- |
| Atlético Central                    | —   | 3–1 | 4–0 | 3–0 | 2–0 | 5–0 | 2–1 | 0–1 | 0–1 | 1–2 | 0–0 | 2–2 | 1–0 | 2–2 | 3–1 | 0–0 | 1–2 | 1–0 |
| Atlético Espeleño                   | 2–2 | —   | 1–4 | 2–2 | 0–0 | 1–2 | 0–0 | 1–2 | 2–0 | 0–1 | 0–1 | 0–0 | 2–2 | 3–4 | 1–0 | 3–1 | 1–0 | 0–1 |
| Atlético Onubense                   | 0–1 | 5–0 | —   | 0–2 | 3–0 | 1–1 | 1–0 | 0–0 | 0–0 | 2–5 | 1–0 | 2–0 | 0–0 | 1–3 | 1–0 | 1–0 | 0–2 | 0–1 |
| Bollullos C. F.                     | 0–2 | 3–0 | 1–1 | —   | 2–1 | 2–0 | 0–1 | 2–1 | 2–1 | 1–0 | 2–0 | 2–1 | 0–0 | 0–1 | 0–0 | 3–0 | 1–2 | 0–0 |
| A. D. Cartaya                       | 2–0 | 1–1 | 1–0 | 2–3 | —   | 1–0 | 0–2 | 3–1 | 0–0 | 1–1 | 1–0 | 3–3 | 1–1 | 0–2 | 3–0 | 0–0 | 2–2 | 0–2 |
| A. D. Ceuta F. C. "B"               | 2–0 | 1–0 | 1–1 | 3–1 | 1–1 | —   | 0–0 | 2–0 | 0–0 | 1–0 | 1–1 | 2–2 | 4–1 | 0–2 | 2–3 | 0–1 | 3–0 | 0–0 |
| C. D. Ciudad de Lucena              | 0–0 | 2–0 | 1–0 | 1–0 | 2–0 | 1–2 | —   | 2–0 | 2–0 | 2–0 | 6–4 | 4–0 | 2–0 | 0–1 | 0–0 | 4–1 | 3–0 | 2–0 |
| Conil C. F.                         | 0–1 | 4–2 | 1–0 | 2–0 | 2–0 | 0–1 | 1–2 | —   | 0–0 | 1–1 | 5–2 | 4–0 | 1–1 | 2–2 | 0–1 | 0–0 | 0–0 | 1–1 |
| Córdoba C. F. "B"                   | 1–0 | 1–0 | 1–3 | 2–1 | 2–2 | 0–0 | 0–0 | 0–3 | —   | 4–2 | 2–0 | 3–1 | 0–0 | 1–1 | 0–2 | 2–2 | 0–2 | 1–1 |
| Coria C. F.                         | 1–2 | 3–1 | 1–2 | 0–1 | 2–1 | 1–1 | 1–0 | 1–2 | 0–0 | —   | 1–0 | 0–1 | 1–1 | 2–4 | 2–0 | 1–1 | 0–0 | 1–1 |
| C. D. Inter Sevilla                 | 0–2 | 1–2 | 1–4 | 1–2 | 1–2 | 1–4 | 0–2 | 0–2 | 2–4 | 0–1 | —   | 2–0 | 1–1 | 0–4 | 1–1 | 0–0 | 0–3 | 0–2 |
| La Palma C. F.                      | 3–0 | 1–1 | 1–2 | 1–1 | 0–2 | 0–0 | 3–2 | 2–1 | 1–1 | 2–0 | 1–1 | —   | 0–1 | 0–1 | 2–0 | 0–2 | 0–2 | 2–2 |
| C. D. Pozoblanco                    | 1–1 | 3–1 | 0–2 | 1–0 | 3–0 | 2–1 | 1–0 | 1–2 | 2–1 | 3–1 | 3–1 | 2–1 | —   | 1–1 | 2–0 | 0–1 | 1–0 | 2–1 |
| Salerm Cosmetics Puente Genil F. C. | 0–1 | 2–0 | 1–1 | 1–3 | 6–0 | 2–1 | 0–1 | 1–0 | 0–0 | 4–0 | 1–0 | 1–1 | 3–0 | —   | 1–1 | 3–0 | 2–0 | 3–0 |
| C. D. San Roque de Lepe             | 1–0 | 0–0 | 1–0 | 1–2 | 2–0 | 0–0 | 0–1 | 5–1 | 1–1 | 1–0 | 2–0 | 1–0 | 0–3 | 2–3 | —   | 0–0 | 1–0 | 0–2 |
| Sevilla F. C. "C"                   | 1–3 | 2–1 | 0–2 | 1–0 | 1–1 | 2–0 | 0–1 | 3–1 | 1–2 | 1–1 | 1–2 | 3–1 | 3–1 | 0–0 | 0–2 | —   | 0–1 | 2–1 |
| U. D. Tomares                       | 0–0 | 0–0 | 1–1 | 2–1 | 4–0 | 2–2 | 1–2 | 1–0 | 3–2 | 4–0 | 3–1 | 3–1 | 2–1 | 1–1 | 0–0 | 1–1 | —   | 1–3 |
| C. D. Utrera                        | 0–1 | 3–1 | 3–0 | 0–1 | 2–0 | 4–3 | 2–0 | 2–0 | 0–1 | 2–1 | 1–1 | 4–0 | 1–0 | 0–0 | 0–0 | 2–1 | 1–0 | —   |

## Play Off de Ascenso a Segunda Federación
|  | Semifinales                                          | Semifinales                                          | Semifinales                                          | Semifinales                                          | Semifinales                                          |   |     | Final                                                | Final                                                | Final                                                | Final                                                | Final                                                |  |
|  | 18 de mayo de 2025 (ida) 25 de mayo de 2025 (vuelta) | 18 de mayo de 2025 (ida) 25 de mayo de 2025 (vuelta) | 18 de mayo de 2025 (ida) 25 de mayo de 2025 (vuelta) | 18 de mayo de 2025 (ida) 25 de mayo de 2025 (vuelta) | 18 de mayo de 2025 (ida) 25 de mayo de 2025 (vuelta) |   |     | 1 de junio de 2025 (ida) 8 de junio de 2025 (vuelta) | 1 de junio de 2025 (ida) 8 de junio de 2025 (vuelta) | 1 de junio de 2025 (ida) 8 de junio de 2025 (vuelta) | 1 de junio de 2025 (ida) 8 de junio de 2025 (vuelta) | 1 de junio de 2025 (ida) 8 de junio de 2025 (vuelta) |  |
|  |                                                      |                                                      |                                                      |                                                      |                                                      |   |     |                                                      |                                                      |                                                      |                                                      |                                                      |  |
|  |                                                      |                                                      |                                                      |                                                      |                                                      |   |     |                                                      |                                                      |                                                      |                                                      |                                                      |  |
|  | 4.º                                                  | Atlético Central                                     | 1                                                    | 1                                                    | 2                                                    |   |     |                                                      |                                                      |                                                      |                                                      |                                                      |  |
|  | 4.º                                                  | Atlético Central                                     | 1                                                    | 1                                                    | 2                                                    |   |     |                                                      |                                                      |                                                      |                                                      |                                                      |  |
|  | 3.º                                                  | C. D. Utrera                                         | 0                                                    | 1                                                    | 1                                                    |   |     |                                                      |                                                      |                                                      |                                                      |                                                      |  |
|  | 3.º                                                  | C. D. Utrera                                         | 0                                                    | 1                                                    | 1                                                    |   | 4.º | Atlético Central                                     | 2                                                    | 0                                                    | 2                                                    |                                                      |  |
|  |                                                      |                                                      |                                                      |                                                      |                                                      |   | 4.º | Atlético Central                                     | 2                                                    | 0                                                    | 2                                                    |                                                      |  |
|  |                                                      |                                                      | 2.º                                                  | C. D. Ciudad de Lucena                               | 1                                                    | 0 | 1   |                                                      |                                                      |                                                      |                                                      |                                                      |  |
|  | 5.º                                                  | U. D. Tomares                                        | 2.º                                                  | C. D. Ciudad de Lucena                               | 1                                                    | 0 | 1   | 0                                                    | 0                                                    | 0                                                    |                                                      |                                                      |  |
|  | 5.º                                                  | U. D. Tomares                                        |                                                      |                                                      |                                                      |   |     | 0                                                    | 0                                                    | 0                                                    |                                                      |                                                      |  |
|  | 2.º                                                  | C. D. Ciudad de Lucena                               | 1                                                    | 2                                                    | 3                                                    |   |     |                                                      |                                                      |                                                      |                                                      |                                                      |  |
|  | 2.º                                                  | C. D. Ciudad de Lucena                               | 1                                                    | 2                                                    | 3                                                    |   |     |                                                      |                                                      |                                                      |                                                      |                                                      |  |
|  |                                                      |                                                      |                                                      |                                                      |                                                      |   |     |                                                      |                                                      |                                                      |                                                      |                                                      |  |